# Isma'il Safwat
Ismāʿīl Ṣafwat (1896 – 1972) è stato un generale iracheno.

## Biografia
Ismāʿīl Ṣafwat (in arabo اسماعيل صفوت‎?) cominciò la sua carriera nelle forze armate ottomane e la concluse come Capo di Stato Maggiore delle forze armate irachene.
Durante la guerra arabo-israeliana del 1948, già in pensione, fu nominato consigliere militare della Lega Araba (fino al 3 maggio 1948) e comandante dell'Esercito Arabo di Liberazione (Jaysh al-Inqādh al-ʿArabī).
Due giorni prima del voto che sancì il Piano di partizione della Palestina, dichiarò al Capo di Stato Maggiore delle forze armate irachene che "la maggior parte degli Arabi [palestinesi] non possono allo stato presente in alcun modo resistere alle forze sioniste, anche se numericamente gli Arabi sono superiori".
Non smise in seguito di mettere in guardia i dirigenti arabi riguardo alle carenze della loro preparazione militare, a fronte dell'Yishuv, reclamando maggiori mezzi e un intervento più rapido e più possente degli eserciti arabi. Si dimise il 13 maggio, due giorni prima dell'entrata in guerra degli eserciti arabi, convinto della débacle che incombeva, come conseguenza della carenza pressoché assoluta di adeguato addestramento e di coordinamento militare.